# غريغ مايك
غريغ مايك (14 يوليو 1966 - ) (بالإنجليزية: Greg Mike)‏ هو لاعب كريكت بريطاني.